# Angianthula cerfontaini
Angianthula cerfontaini is een Cerianthariasoort uit de familie van de Botrucnidiferidae. De wetenschappelijke naam van de soort is voor het eerst geldig gepubliceerd in 1968 door Leloup.